# Niestanice
Niestanice (ukr. Нестаничі) – wieś na Ukrainie, w obwodzie lwowskim, w rejonie szeptyckim. Liczy 556 mieszkańców.
W dniu 26 grudnia 1770 roku w niestanickiej cerkwi unickiej odbył się ślub Stanisława Szczęsnego Potockiego z Gertrudą Komorowską.
W 1920  o wieś toczyły się walki polskiego 14 pułku ułanów mjr. Jerzego Bardzińskiego z oddziałami sowieckiej 45 Dywizji Strzelców Iony Jakira.
Za II Rzeczypospolitej do 1934 roku wieś stanowiła samodzielną gminę jednostkową w powiecie radziechowskim w woj. tarnopolskim. W związku z reformą scaleniową została 1 sierpnia 1934 roku włączona do nowo utworzonej wiejskiej gminy zbiorowej Chołojów w tymże powiecie i województwie. Po wojnie wieś weszła w struktury administracyjne Związku Radzieckiego.
Do 2020 w rejonie radziechowskim.